# Vector CR-21
Vektor CR-21 (англ. Compact Rifle, 21 century — компактна гвинтівка XXI століття) — автомат, створений південноафриканською компанією Vektor на основі моделі R4 (ліцензійна копія ізраїльського автомата Галіл, у свою чергу створеного на основі автомата Калашникова).

## Опис
Від R4 новий автомат отримав ствольну коробку разом зі стволом і основними вузлами, що значно спрощує процес виробництва та обслуговування, проте виключає можливість простого переобладнання автомата для викиду гільз вліво, через що використання CR-21 лівшами значною мірою ускладнене. Подібний недолік мають і інші автомати, виконані в даному компонуванні, наприклад, L85, SAR-21 та ОЦ-14 «Гроза».
Корпус CR-21 виготовлений з ударостійкого пластика. Ствольна коробка — фрезерована. На стволі є зубчастий полум'ягасник, пристосований для метання гвинтівкових гранат. Рукоятка затвора розташована ліворуч над цівкою. Всі елементи корпусу фіксуються на ствольній коробці завдяки єдиному штифта, що слугує також віссю задньої антабки для ременя. Спускова скоба охоплює по довжині всю пістолетну рукоятку, виконану як одне ціле з корпусом. УСМ дозволяє вести вогонь як поодинокими посмтрілами, так і безперервними чергами. Запобіжник і двосторонній перемикач режимів виконані окремо: запобіжник розташований перед спусковим гачком, а перемикач — в задній частині прикладу. CR-21 не має відкритого прицілу, а штатним є швидкознімний коліматорний приціл з автоматичним регулюванням підсвічування прицільної марки. Додатково може встановлюватися 40-мм підствольний гранатомет виробництва ПАР.